# Вулиця Сонячна Набережна (Дніпро)
Вулиця Сонячна Набережна — набережна вулиця на лівій стороні Дніпра у Амур-Нижньодніпровському й Самарському районах Дніпра.
Довжина вулиці — 7800 метрів.
На північній стороні вулиці житлова й промислова забудова; на південному боці — лісова зона плавнів Дніпра, що частково упорядкована для відпочинку. Вулиця починається від початку Слобожанського проспекту у з'їзду з Центрального (Нового) мосту. Вулиця проходить по південній межі катеринославського району Сахалин, що за радянської доби було забудовано житловим мікрорайоном «Сонячний». Після Сонячного вулиця проходить під залізничним Мерефо-Херсонським мостом, який є межею між Амур-Нижньодніпровським й Самарським районами. Серед промислових підприємств після Мерефо-Херсонського мосту розташовано місцевість Бики (колишній козацький хутір, що позначено на мапі Шуберта 19 сторіччя). Після Биків на південь, через самарські плавні уходить відгалуження на Усть-Самарський міст на Стару Ігрень, Чаплі й Придніпровськ. Завершується вулиця у Самарського узвозу й Самарський міст на Нову Ігрень, Рибальське й Одинківку. Місцевість вкінці вулиці Малиновського й Самарського узвозу позначена на мапі Шуберта 19 сторіччя хутором Пастирським.

## Історія
Вулиця Маршала Малиновського була запланована у кінці 1960-их років й розпочато будівництво на початку 1970-их років мікрорайону Сонячний, Усть-Самарського мосту а також вулиці Маршала Малиновського. Вулиця найменована за радянським маршалом Родіоном Малиновським, що був командувачем 3-го Українського фронту, що звільнив місто Дніпро у жовтні 1943 року у ході Дніпропетровської операції.
За радянської доби на даху багатоповерхових будинків з фасадом на набережну Дніпра були виставлені величезні літери слогану російською мовою: "Слава КПСС!".

## Перехресні вулиці
- Центральний міст,
- Слобожанський проспект,
- провулок Любарського,
- Стрілочна вулиця,
- Снігова вулиця (місцевість Бики),
- Океанський провулок,
- Усть-Самарський міст,
- Самарський узвіз.

## Будівлі
- № 2 — ТЦ «Вавилон»,
- парк Сагайдак з фонтаном закоханих й оглядовим майданчиком «Диван»,
- № 13а — ресторан «Рів'єра»,
- № 17 — Спортивна школа № 1,
- Літак МІГ-19 — пам'ятник льотчикам 17-ї повітряної армії (СРСР), що був встановлений на 30-річчя перемоги СРСР над 3-м Германським Рейхом,[1]

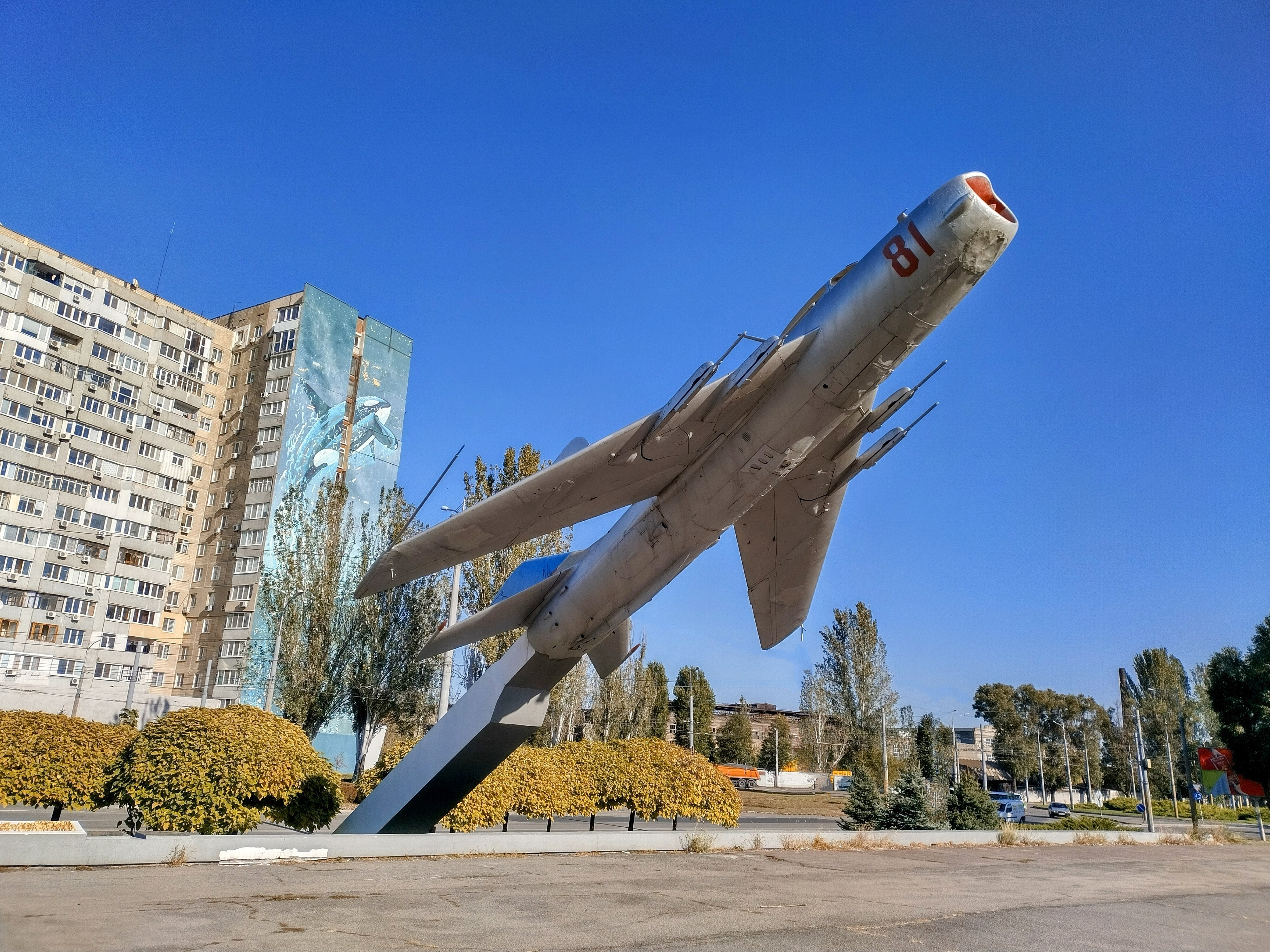
Меморіал "Літак МІГ-19" воїнам 17 повітряної армії

- Меморіал "Літак МІГ-19" воїнам 17 повітряної армії№ 19 — колишній радянський магазин «Нептун»,
- № 20а — Навчально-виховний комплекс № 15,
- № 21 — ресторан «Берег»,
- № 34 корпус 2 — Магазин «АТБ» № 26,
- № 66 — Дніпропетровський обласний центр Асоціації юристів в області фінансового і банківського права України,
- парк Євгенія Конрада,
- %76 — Поліграфічний центр,
- № 78 — хлібозавод «Катеринославхліб»,
- № 94б — АТЗТ ВП «Техмаш»,
- № 96 — Завод ЗБВ «Універсал»,
- Човновий причал «Буревісник»,
- острів Калажонка,
- Човнова станція громадської організації власників малогабаритних суден «Зозуля»,
- Яхт-клуб «Дніпро»,
- причал «Гідробуду»,
- пляжна піщана коса «Вертолітка»,
- Дніпровська база водної поліції,
- № 114 — ТОВ «Катеринославські меблеві майстерні»; Відділення № 1 служби поштової доставки «Нова Пошта»; Дніпропетровський регіональний склад ВАТ «Coca-Cola»,
- № 118 — «Українська гірничо-металургійна компанія»,
- № 120 — ЗАТ «Інтеркорн»,
- № 130 — Міжрайонний Реєстраційно-Екзаменаційний Відділ — 2,
- № 140 — «Іст Болт Україна».